# Боровая (станция)
Борова́я — законсервированная промежуточная железнодорожная станция Октябрьской железной дороги на 315,7 км Западно-Карельской магистрали, территориально находящаяся в одноимённом посёлке Боровского сельского поселения Калевальского района Республики Карелия.

## Общие сведения
В 1959 году был основан Юшкозерский леспромхоз. В 15 км от деревни Юшкозеро были возведены строения будущего посёлка Боровой — центра нового леспромхоза. Для вывоза заготавливаемого здесь леса к Юшкозерскому леспромхозу в 1964 году была подведена железная дорога — Западно-Карельская магистраль. На 316 км магистрали вблизи посёлка Боровой была устроена железнодорожная станция.
25 ноября 1964 г. со станции Юшкозеро был отправлен первый пассажирский поезд, а со станции Боровой — первый товарный состав из 42 вагонов, груженных лесом.
К станции примыкают два однопутных перегона: Боровая — Ледмозеро в нечётном направлении и Боровая — Юшкозеро в чётном направлении.
В 1 км от станции проходит грунтовая дорога 86К-4 («Кепа — Юшкозеро — Боровой — Костомукша»)
До 2014 года по станции выполнялось как пассажирское, так и грузовое движение. К нечётной (северной) горловине станции примыкали подъездные пути от Юшкозерского леспромхоза, в настоящее время не работающего.
До 1 октября 2014 года курсировал пригородный поезд сообщением Ледмозеро — Юшкозеро. Однако он был отменён по причине убыточности.
По состоянию на 2019 год сохранилось пассажирское здание, однако любое движение по станции отсутствовало. Разворованы вандалами киоски СЦБ, в результате чего погашены абсолютно все станционные светофоры. Ветка Ледмозеро — Юшкозеро под угрозой полного закрытия.

## Иллюстрации

Станция Боровая
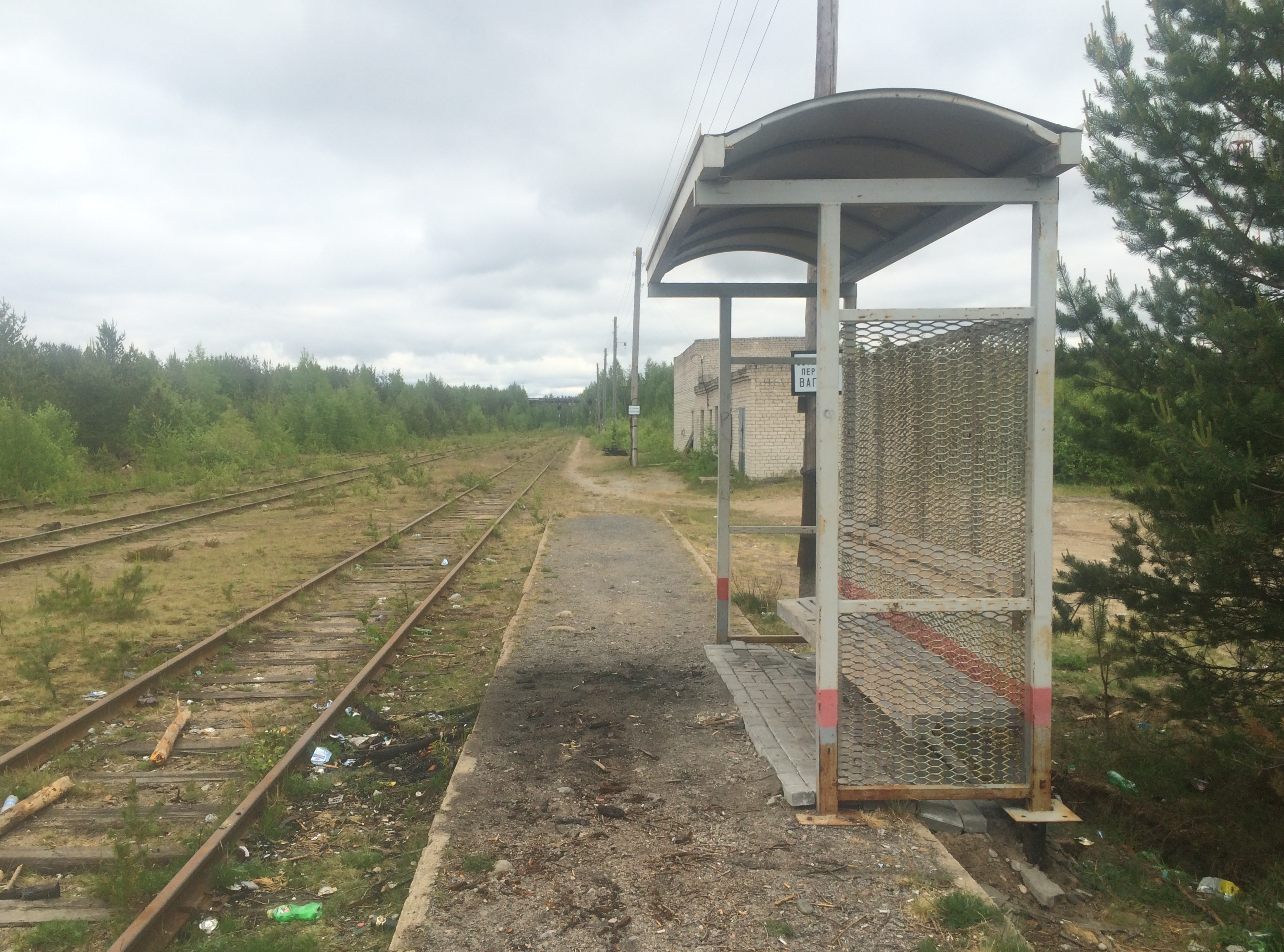
Вид на север. Новый пасс. павильон.
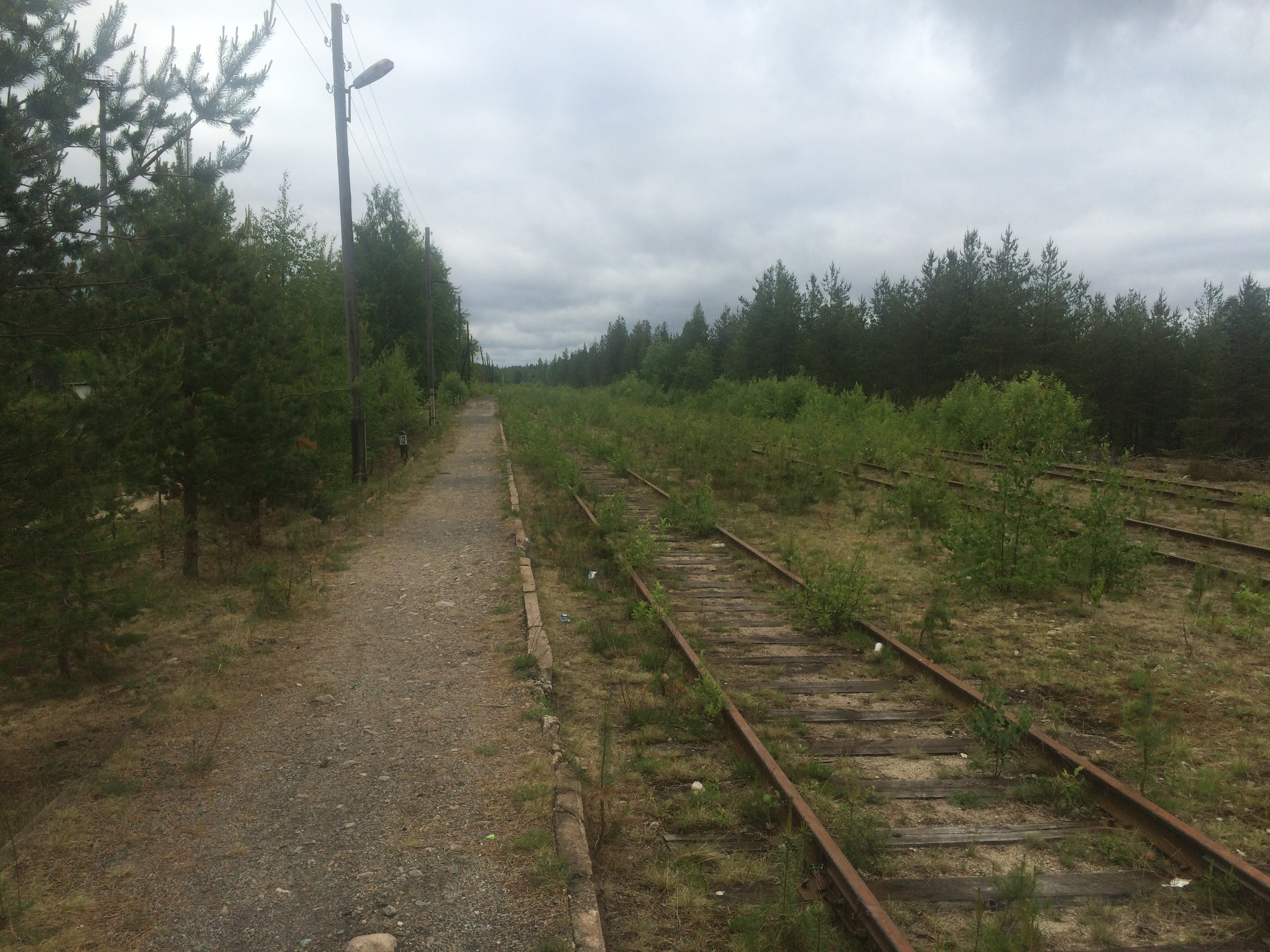
Вид на юг. Пассажирская платформа.
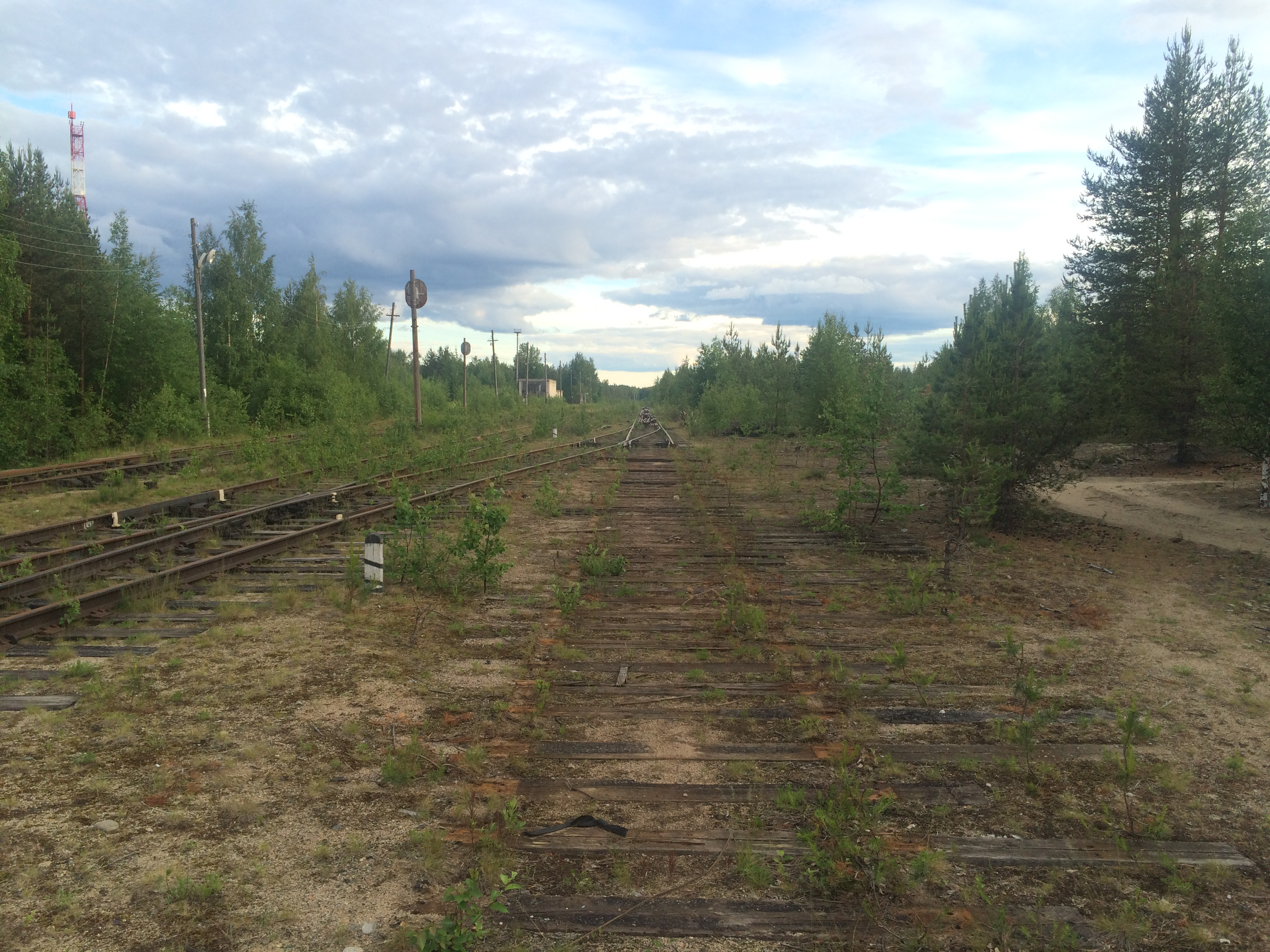
Разобранные подъездные пути.
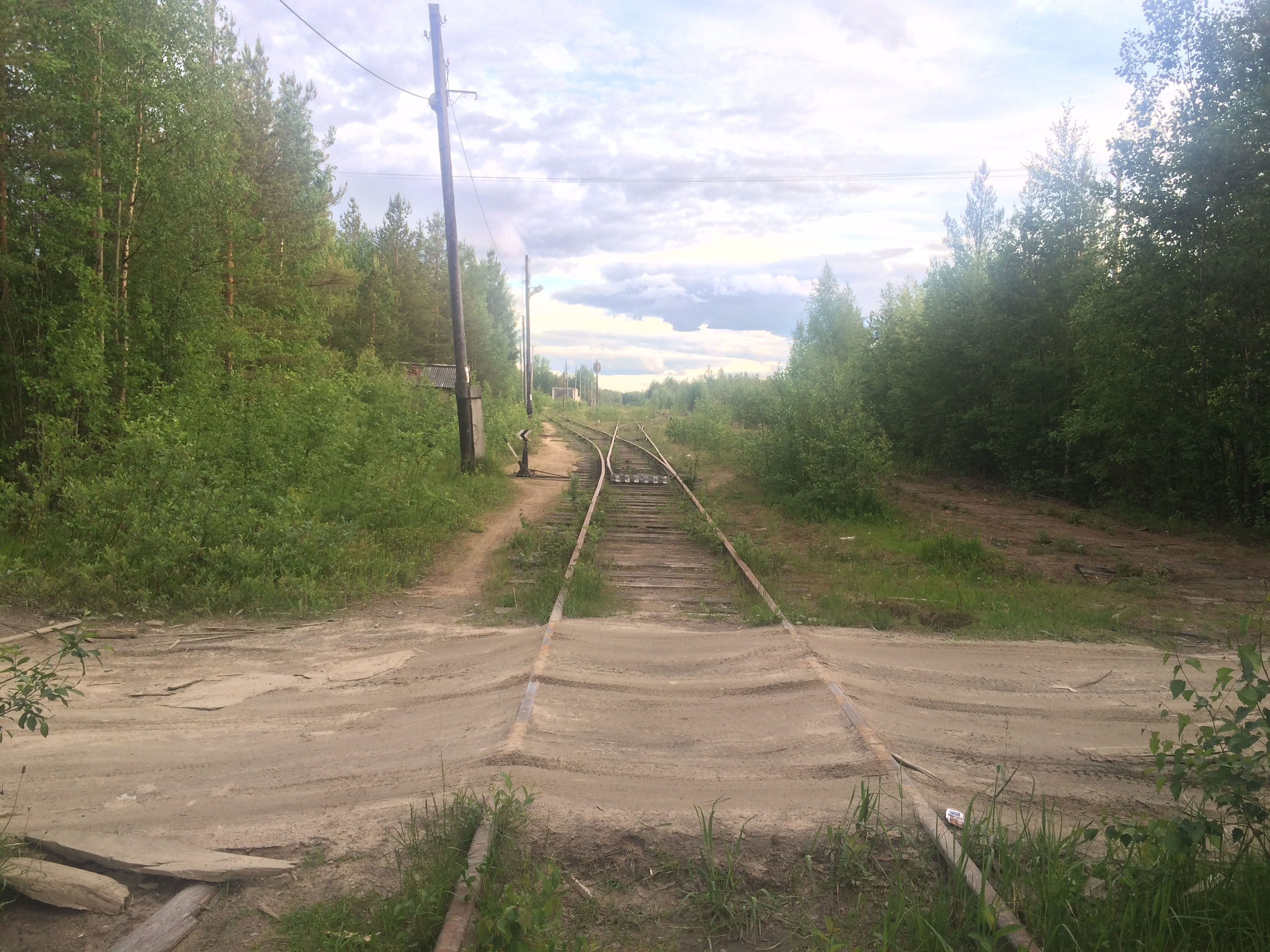
Стихийный переезд.
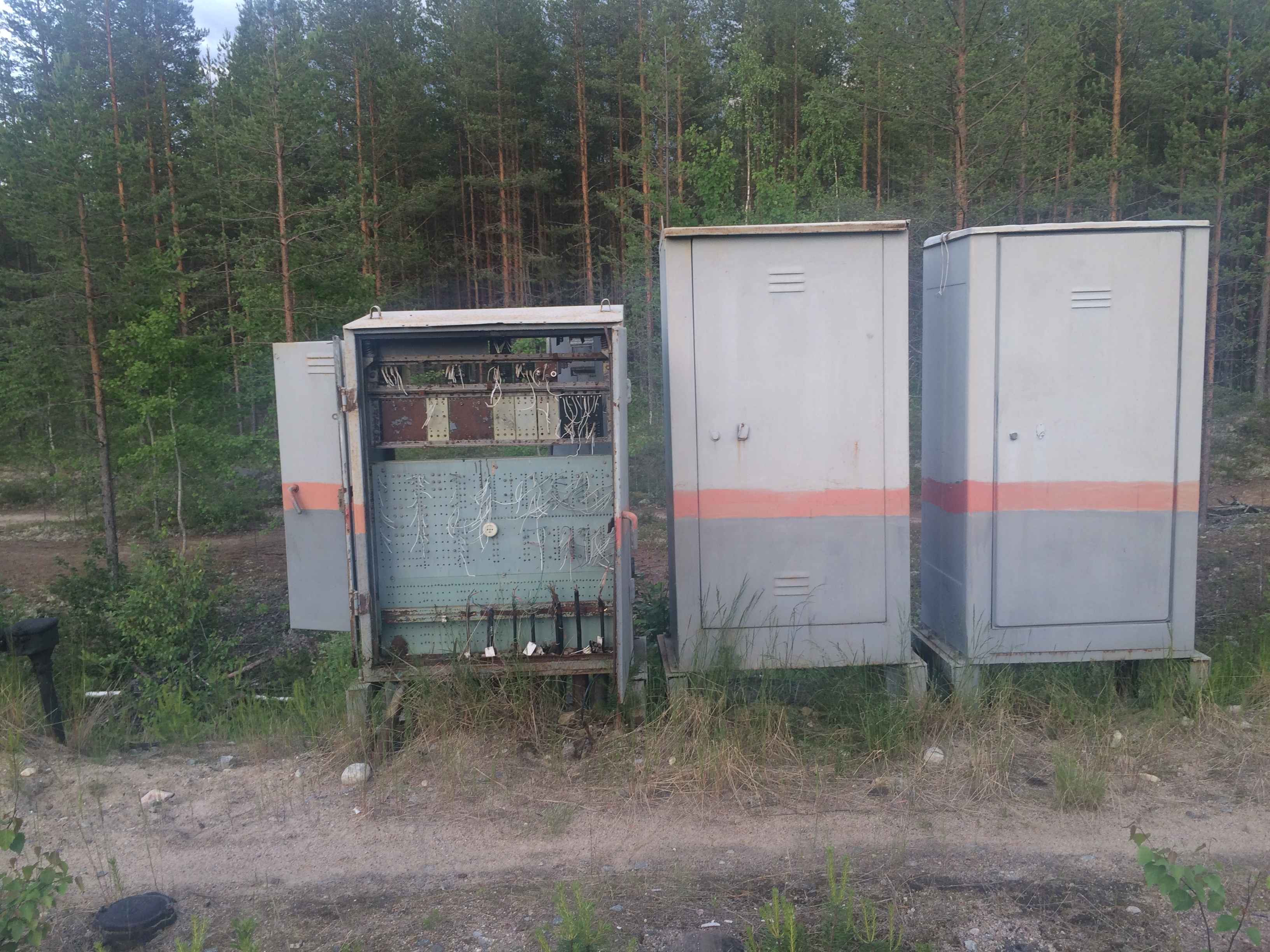
Разворованный ящик СЦБ в чётной горловине.
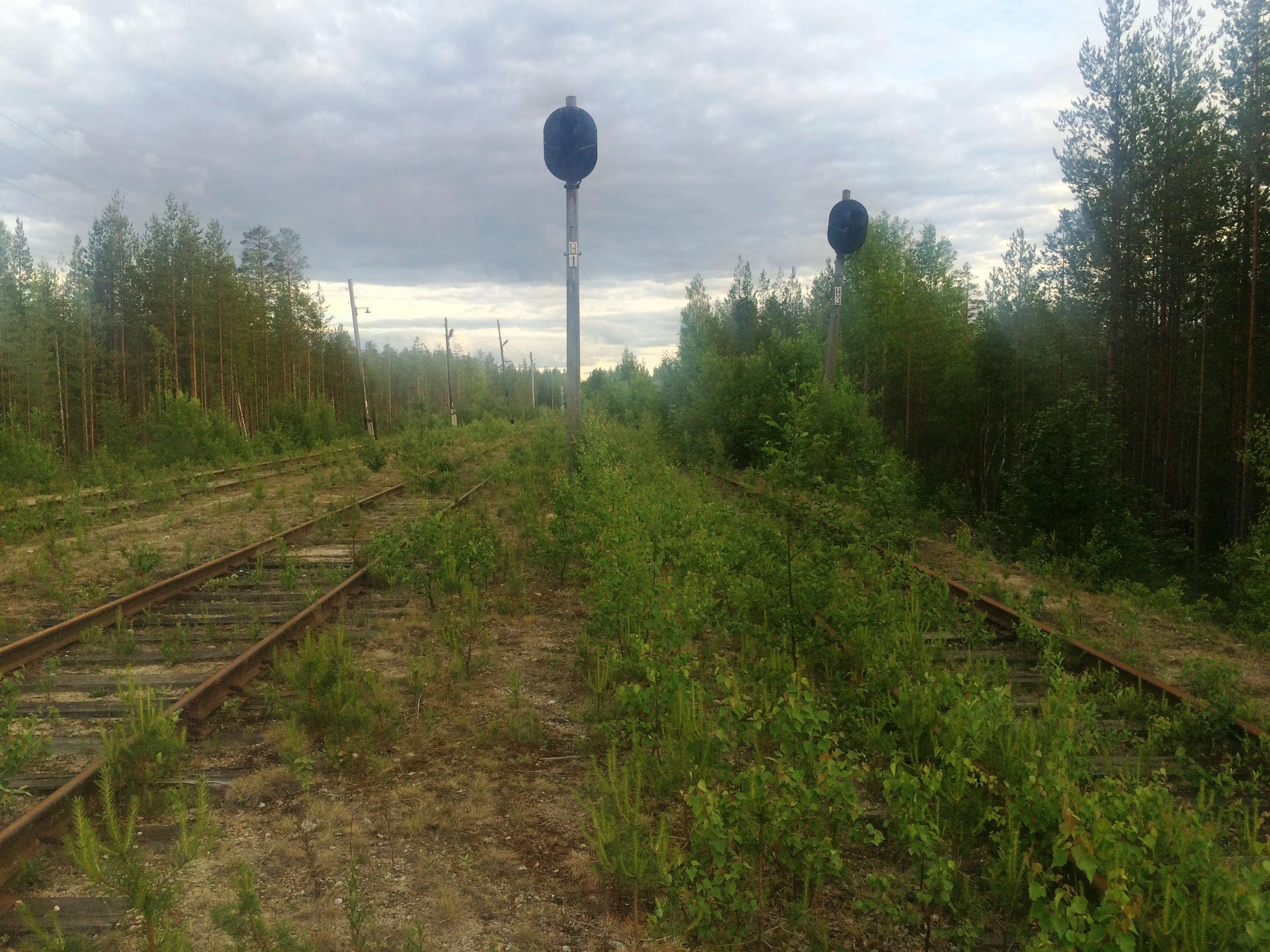
Неработающие выходные нечётные светофоры.